# America 3000
America 3000 ist ein US-amerikanischer Science-Fiction-Film, der dem postapokalyptischen Genre zuzuordnen ist. Der Film wurde 1986 von David Engelbach inszeniert. Auf Deutsch erschien er am 12. September 1987 Direct-to-Video.

## Handlung
Die Bevölkerung des Jahres 2890 lebt nach dem nuklearen Inferno wieder auf der Ebene der Steinzeit. Irgendwo im ehemaligen Colorado halten die dort herrschenden (jungen) Frauen die (muskulösen jungen) Männer wie Sklaven. Die beiden Männer Korvis und Gruss fliehen aus der Gegend und finden auf ihrem Weg durch Amerika den perfekt erhalten gebliebenen Atombunker des letzten amerikanischen Präsidenten. Dort eingelagerte Waffen und Munition verwenden sie dazu, die vorher herrschende Ordnung wiederherzustellen.

## Entstehung
Regisseur Engelbach gab mit dem Film sein Regiedebüt. Zuvor hatte er für mehrere Filme von Cannon Films Drehbücher verfasst und hatte dann den Deal geschlossen, im Gegenzug für seine Schreibarbeit einen eigenen Film zu inszenieren, der von Globus und Golan produziert werden würde. Gedreht wurde in Colorado und in Israel. Die Spezialeffekte stammen von Carlo De Marchis.

## Rezeption
„Ein sexistischer Unsinn, ausgedacht und inszeniert von einem Wichtelhirn“, urteilt das Lexikon des Science Fiction Films.

America 3000 is just too cheap to convince, with most of the budget obviously going toward transporting the cast to Israel for location shooting. The film appears to have been intended as a (relatively) serious sci-fi story, but […] the sight of buxom, hair-sprayed models in strategically torn Flintstones costumes swinging swords in the Israeli desert was sure to inspire more laughter than thrills[.]

„America 3000 ist einfach zu billig um zu überzeugen, denn offenbar floss der Großteil des Budgets in die Reise zum Drehort Israel. Der Film war wohl als (eher) ernste Sci-Fi-Geschichte gedacht, aber […] der Anblick von drallen, toupierten Models in strategisch zerrissenen Feuerstein-Kostümen, die in der israelischen Wüste Schwerte schwingen, verbreitet sicherlich mehr Gelächter als Schrecken[.]“

Am 16. April 2021 präsentierten Oliver Kalkofe und Peter Rütten America 3000 auf Tele 5 in der Reihe Die schlechtesten Filme aller Zeiten, besser bekannt unter dem Kürzel SchleFaZ.